# Raión de Mostyska
Mostyska (en ucraniano: Мостиський район) fue un raión o distrito de Ucrania en el óblast de Leópolis. En la reforma territorial de 2020, su territorio fue incluido en el raión de Yávoriv.
Comprendía una superficie de 845 km².
La capital era la ciudad de Mostyska.

## Demografía
Según estimación 2010 contaba con una población total de 61919 habitantes.

## Otros datos
El código KOATUU es 4622400000. El código postal 81300 y el prefijo telefónico +380 3234.